# بخش کلاترزان
بخش کلاترزان (به کردی : Kellaterzan) یکی از بخش‌های شهرستان سنندج و دومین بخش بزرگ استان کردستان در غرب ایران است.

## تقسیمات کشوری
- بخش کلاترزان
  - دهستان ژاورود غربی
  - دهستان کلاترزان
  - دهستان نگل

شهر: شویشه

## جمعیت
بنابر سرشماری مرکز آمار ایران، جمعیت بخش کلاترزان شهرستان سنندج در سال ۱۳۹۵ برابر با ۱۹,۳۷۱ نفر بوده است. 